# Cemitério Central de Sófia

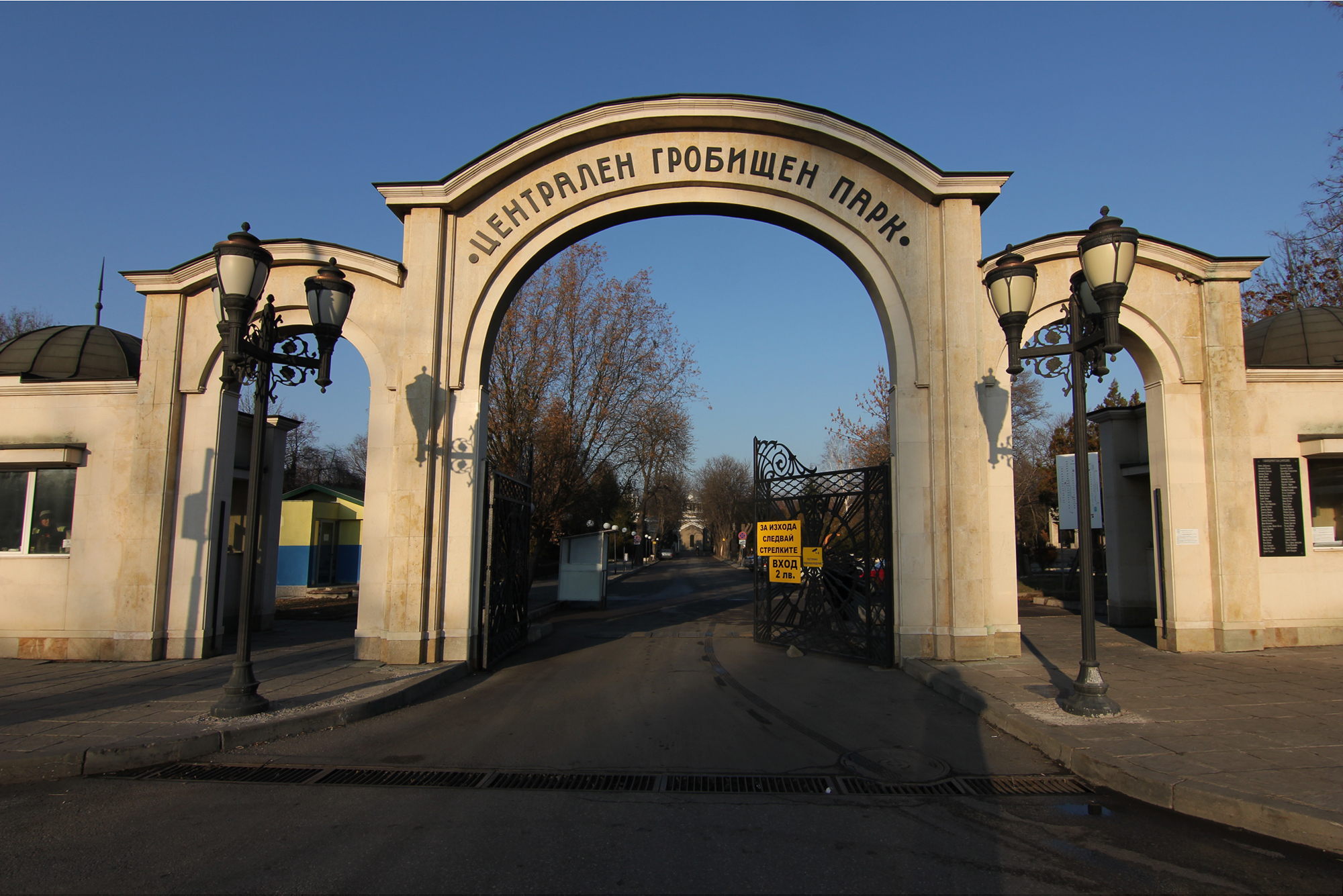
Entrada principal

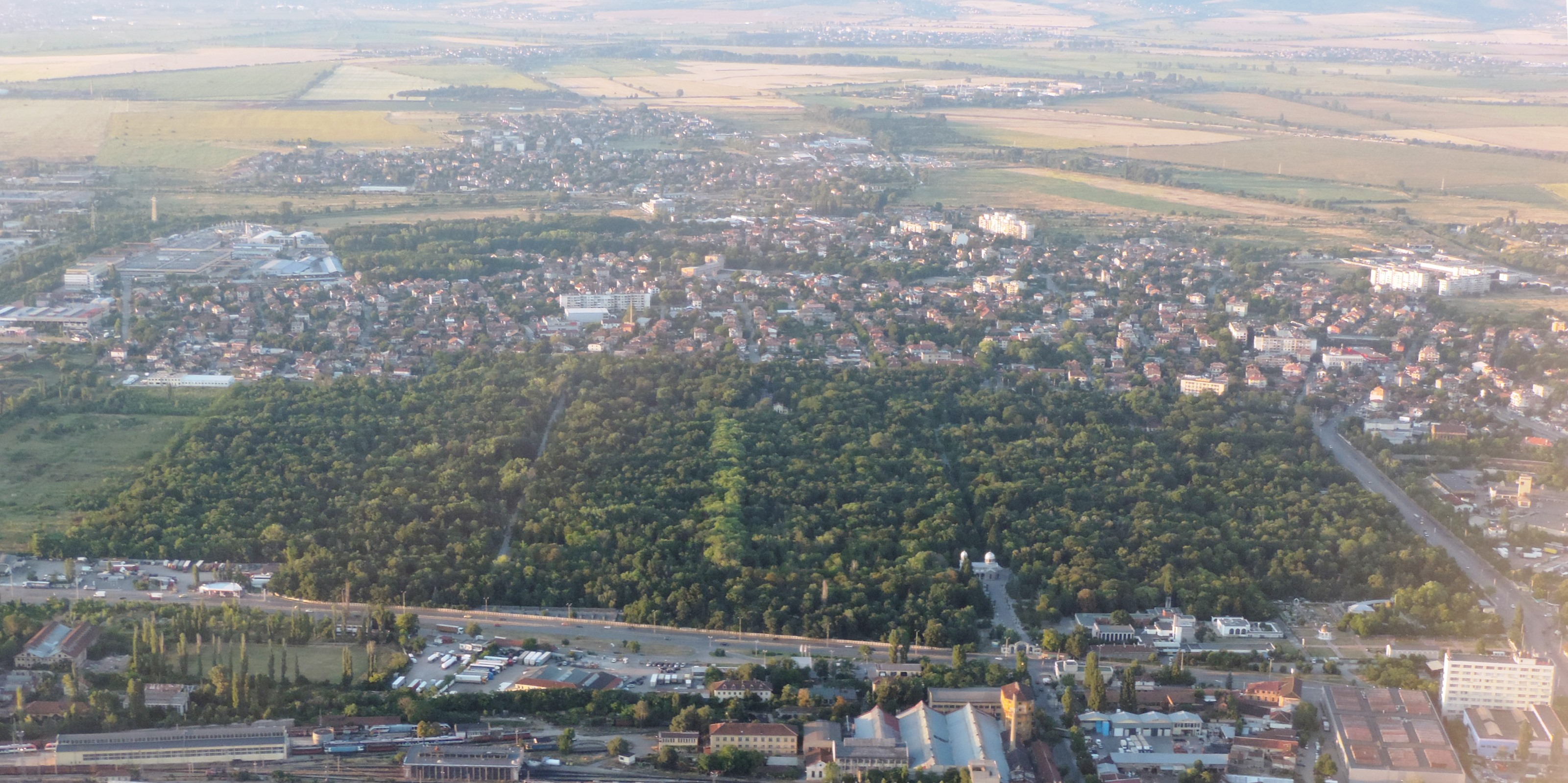
Vista aérea

O Cemitério Central de Sófia (em búlgaro:  Централни софийски гробища, Tsentralni sofiyski grobishta) ou Cemitério de Orlandovtsi ("Орландовци") é o cemitério principal de Sófia, capital da Bulgária. O cemitério tem diversas capelas usadas por diversas denominações cristãs, como a Igreja Ortodoxa Búlgara da Dormição de Maria, uma capela católica romana de Francisco de Assis, uma Igreja Apostólica Armênia, uma sinagoga judaica, etc. O cemitério tem também seções  militares russas, sérvias, romenas e britânicas.

## Sepultamentos notáveis
- Ghena Dimitrova, soprano
- Dimitar Dimov
- Mykhailo Drahomanov
- Aleko Konstantinov
- Andrey Lyapchev
- Lyubomir Miletich
- Gyorche Petrov
- Boris Sarafov
- Petko Slaveykov
- Pencho Slaveykov
- Hristo Smirnenski
- Stefan Stambolov
- Petko Staynov
- Dimitar Talev
- Todor Jivkov, político
- Georgi Asparuhov, futebolista
- Pancho Vladigerov, compositor